# جک برک
جک برک (انگلیسی: Jack Burke, Jr.؛ ۲۹ ژانویهٔ ۱۹۲۳ - ۱۹ ژانویهٔ ۲۰۲۴) یک گلف‌باز حرفه‌ای آمریکایی بود که در دهه ۱۹۵۰ برجسته‌ترین بود. او پسر جک برک سینیور یک گلف باز حرفه‌ای بود، دو عنوان مهم را در سال ۱۹۵۶ به‌دست‌آورد، قهرمانی مسترز و قهرمانی PGA (برگزارکننده تورهای حرفه‌ای گلف در ایالات متحده و آمریکای شمالی)، و همچنین عضو تالار مشاهیر گلف جهانی است.
برک برنده ۱۶ دوره از رقابت‌های تور PGA بین سال‌های ۱۹۵۰ و ۱۹۶۳ شد. او چهار بار در سال ۱۹۵۰ و پنج بار در سال ۱۹۵۲ برنده شد، از جمله چهار بار در هفته‌های متوالی در فوریه و مارس. او از سال ۱۹۵۳ که در مسابقات مسترز ۱۹۵۶ قهرمان شد، عنوانی کسب نکرد تا در ۱۹۵۶ قهرمان PGA شد و تد کرول را ۳ بر ۲ در مسابقات قهرمانی شکست داد. آخرین پیروزی او در تور گلف۱۹۶۳، درست قبل از ۴۰ سالگی‌اش بود. برک از سال ۱۹۵۱ تا ۱۹۵۹ در پنج تیم متوالی جام رایدر آمریکا حضور داشت، در سال ۱۹۵۷ به عنوان کاپیتان و در سال ۱۹۷۳ به عنوان کاپیتان بدون بازی شرکت کرد. او سابقه بازی موفقی داشت و از ۷ مسابقه از ۸ مسابقه برنده شد، فقط در سال ۱۹۵۷ در بازی تک نفره باخت.
در سال ۱۹۵۷، برک و جیمی دمارت باشگاه گلف قهرمانان را در هیوستون تأسیس کردند. این باشگاه میزبان چندین رویداد مهم از جمله جام رایدر ۱۹۶۷ و یواس اوپن (تنیس آزاد آمریکا) ۱۹۶۹ بوده‌است.

## مرگ
برک در ۱۹ ژانویه ۲۰۲۴، ۱۰ روز قبل از تولد ۱۰۱ سالگی‌اش درگذشت. برک در زمان مرگش در سال ۲۰۲۴، مسن‌ترین قهرمان زنده گلف بود.